# ¡Hola! qué tal
¡Hola! Qué tal es el nombre del tercer álbum del grupo mexicano Fandango producido por Loris Cerroni y Miguel Blasco y composiciones de César Valle Rojas. Fue lanzado al mercado en los primeros meses de 1988. Este disco contenía una fuerte influencia de rock ya que en esa época el movimiento musical llamado Rock en tu idioma estaba en su apogeo.
La primera canción a promocionar fue ¡Hola! Qué Tal que tuvo un éxito medio, y posteriormente canciones como Demasiado Joven, Ricas y Famosas y la balada Solo Los Angeles suenan fuertemente en la Radio.
Este es el último álbum en el que Alexa y Evalinda participan dentro del grupo ya que la primera lo abandona en agosto de 1988 y la segunda deja el grupo en octubre de ese mismo año
Compuesta por J.R Flórez .
En 2006 EMI reedita este álbum en formato Compact Disc.

## Lista de canciones
1. Loco Amor
2. Demasiado Joven
3. Sí O No
4. Solo Los Ángeles
5. Ricas Y Famosas
6. La Ciudad Es Un Océano de Amor
7. Ser Sexy Es Genial
8. Cuatro Lecciones de Amor
9. ¡Hola! Qué Tal
10. Alta Tensión

## Sencillos
- ¡Hola! Que Tal (1988)
- Demasiado Joven (1988)
- Ricas y Famosas (1988)

## Videos
- ¡Hola! Que Tal (1988)

## Integrantes
- Liliana
- Evalinda
- Moña
- Rocío
- Alexa

- Datos: Q6172143